# Jean-Baptiste Garnier
Pour les articles homonymes, voir Jean-Baptiste Garnier (homonymie) et Garnier.
Jean-Baptiste-Étienne, baron Garnier (20 novembre 1756, Paris - 24 octobre 1817, Versailles), est un administrateur, magistrat et homme politique français.

## Biographie
Conseiller du roi au Châtelet, il est élu député du Tiers par la ville de Paris aux États généraux, le 16 mai 1789. Il siège dans la majorité réformatrice de l'Assemblée constituante.
Il se tient à l'écart après la session, et est nommé, le 8 nivôse an VIII, administrateur de Seine-et-Oise, puis, le 2 ventôse, préfet du département de Jemmapes, le 26 ventôse suivant commissaire du département de la Seine, en l'an XI secrétaire du conseil des Arts et du Commerce, et en l'an XII candidat au Sénat conservateur par le collège de Jemmapes.
Membre de la Légion d'honneur (25 prairial an XII), il devient greffier à la cour impériale le 3 nivôse an XIII, commissaire de la comptabilité de l'empire le 30 août 1806, puis procureur général près la Cour des comptes le 28 septembre 180.
Il est créé chevalier de l'Empire le 21 novembre 1810, puis baron le 28 avril 1813.
Rallié à la première Restauration, il est nommé par Louis XVIII officier de la Légion d'honneur le 17 octobre 1814 et maintenu dans ses fonctions à la Cour des comptes. Il signe, le 27 mars 1815, pendant les Cent-Jours, l'adresse de la cour des Comptes à Napoléon, et, le 8 mai 1815, est élu à la Chambre des représentants par le 2e arrondissement électoral de Paris.
Il est admis à la retraite en 1816, et meurt un an après.

## Sources
- « Jean-Baptiste Garnier », dans Adolphe Robert et Gaston Cougny, Dictionnaire des parlementaires français, Edgar Bourloton, 1889-1891 [détail de l’édition]